# 対馬警備隊 (陸上自衛隊)
対馬警備隊（つしまけいびたい、英: JGSDF Tsushima Area Security Force）は、陸上自衛隊対馬駐屯地（長崎県 対馬市）に駐屯する第4師団隷下の離島警備部隊である。

## 来歴

### 編成に至る経緯
対馬は対馬海峡内にある離島として、朝鮮半島と九州の間に位置するほか、日本海の出入り口というチョークポイントを扼する位置でもあり、大日本帝国陸軍時代から対馬警備隊、ついで対馬要塞と部隊を配置してきた。第二次世界大戦後はアメリカ軍通信部隊の厳原派遣隊が駐屯していたが、同隊は1959年（昭和34年）に撤退することとなった。
当時の朝鮮半島の不安定な情勢も踏まえて、1962年（昭和37年）には対馬分屯地が設置され、第41普通科連隊（別府駐屯地）第4普通科中隊が第4師団長の直轄とされて、同地に派遣された。対馬の戦略的価値等からは本来は独立部隊の配置が望まれたが、当時の国内外の微妙な情勢上の配慮、師団改編事業による定員措置の困難から、将来努めて早い時期に独立部隊を編成配置することを含みにして、このような措置がなされたものであった。
以後も同連隊の普通科中隊を交代で派遣するという形が採られていたが、普通科中隊は継続して独立行動をする能力を有しておらず、また母体である連隊のほうも連続して部隊を派遣するための業務負担が大きく、更に訓練等の年間計画を立てる上でも影響が大きかった。このこともあって、西部方面隊からは対馬に配置する部隊の新編が継続して要望されており、第4次防衛力整備計画末の1976年（昭和51年）度に対馬への独立部隊の新編配置が計画されていたが、オイルショックによる財政事情の悪化等によって4次防計画の事業は大幅に後ろ倒しとなった。
その後、1977年（昭和52年）3月の「昭和52年度以降の防衛力整備計画の見直し」にあたって、対馬の防衛警備態勢の充実強化および現行の1個普通科中隊分派による諸問題点を解決するため、少しでも早く独立部隊の新編を達成すべきであることが盛り込まれた。これを受けて編成されたのが本警備隊であり、1980年（昭和55年）3月25日に編成が完結した。

### 沿革
- 1961年（昭和36年）9月：第4管区隊対馬作業隊が常駐するようになる。

対馬派遣隊（第41普通科連隊第4普通科中隊）
- 1962年（昭和37年）8月25日：対馬分屯地設置により、第41普通科連隊第4普通科中隊（約100名）が「対馬派遣隊」として派遣される。

対馬警備隊
- 1980年（昭和55年）3月25日：対馬警備隊が対馬駐屯地に新編。

※編成（本部、本部中隊（情報・通信・施設各小隊）、普通科中隊（3個小銃小隊・迫撃砲小隊）、後方支援隊）
- 1985年（昭和60年）：参議院内閣委員会によって、国政調査の対象として参議院内閣委員会の派遣委員が部隊を訪問する。11月26日の第103回国会参議院内閣委員会で派遣委員の報告が行われる[注 2]。
- 1989年（平成元年）3月24日：普通科中隊の小銃小隊が3個から4個に増強、84mm無反動砲×3門、81mm迫撃砲×1門が増強配備。
- 1994年（平成06年）3月28日：本部中隊に対戦車小隊を新編。
- 2008年（平成20年）11月：対テロ戦闘演習を対馬全域で実施。
- 2009年（平成21年）1月26日：長崎県の対馬市長、同市会議長らが対馬での防衛力強化（連隊規模の部隊の配備、演習場や防衛施設の増設等）を求める要望書を増田好平防衛事務次官に手渡した[6]。

## 編成

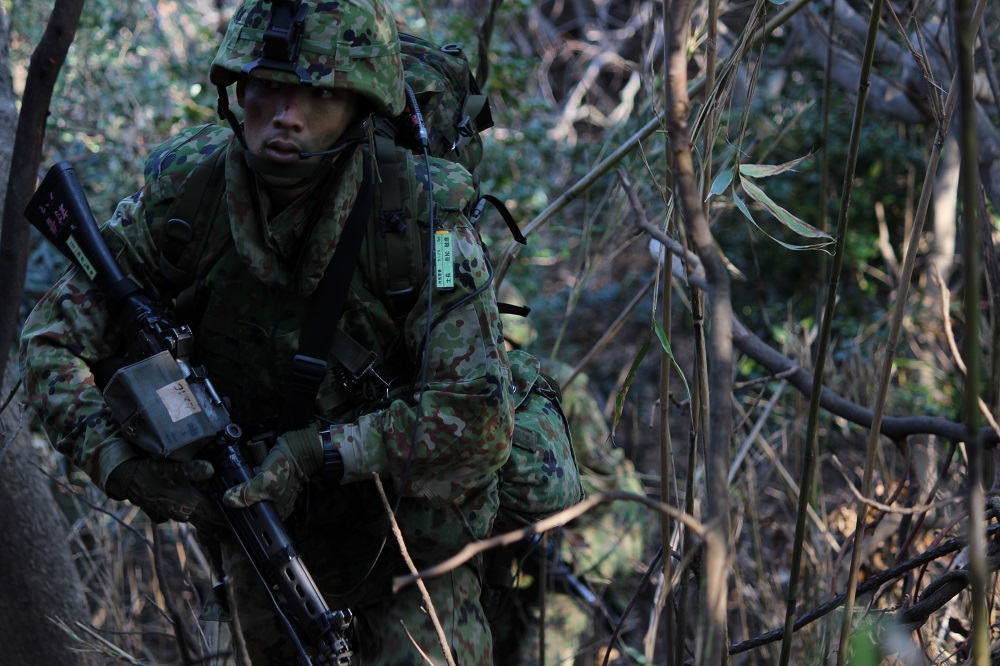
山地機動訓練中の隊員

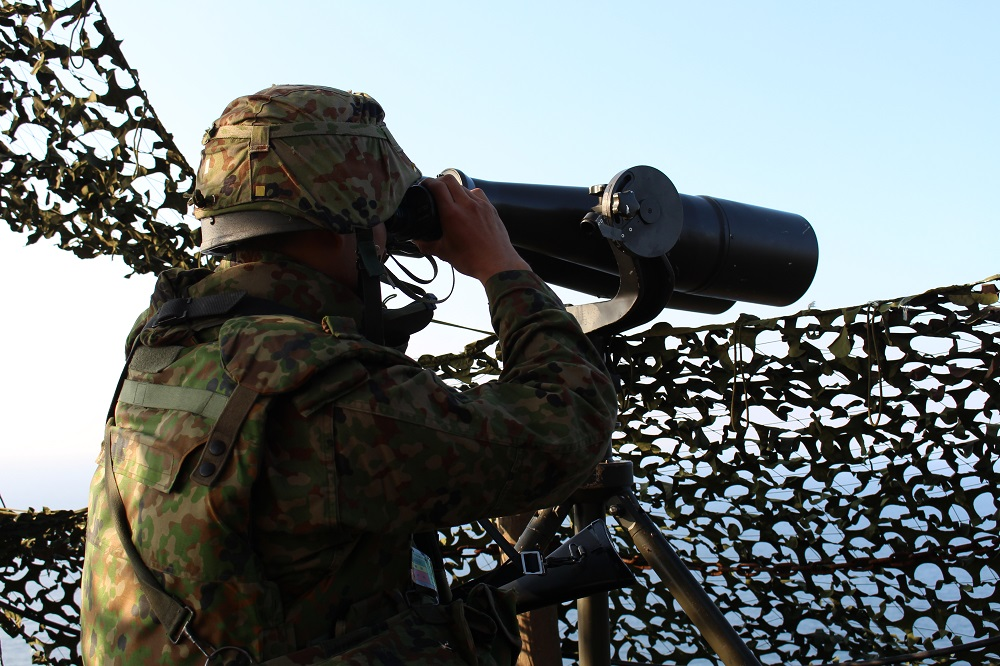
沿岸監視中の隊員

対馬警備隊は普通科中隊1個を基幹とする小規模な部隊であるが、警備隊長としては1等陸佐（二）が補職される。他部隊と比較すると、人員数ではほぼ同規模の普通科大隊（2等陸佐）はもちろん、旅団隷下の普通科連隊（1等陸佐（三））よりも格上で、師団隷下の普通科連隊と同格の扱いとなっている。これは、有事に他の地域から増援されてきた部隊を指揮下に編入することを想定した措置とされている。
このような措置を踏まえて、隊としての指揮・後方支援機能も充実している。例えば隊本部の管理支援を目的とする本部中隊は、部隊名こそ普通科大隊の本部中隊と同じだが、編成的にはこれまた普通科連隊の本部管理中隊に準じたものとなっている。すなわち、普通科大隊の本部中隊は大隊本部班・情報小隊・通信小隊・対戦車小隊のみの編成なのに対して、警備隊の本部中隊には、隊本部班・情報小隊・通信小隊・対戦車小隊に加えて施設作業小隊や衛生小隊、狙撃班も設置されている。
また普通科連隊・大隊には存在しない後方支援隊が設置されているのも、大きな特徴である。これは増援部隊が到着し、警備隊の規模が拡大して兵站支援業務が増大しても対応できるようにするとともに、大規模災害なども含めて駐屯地・島が孤立した場合にも独立して活動を継続できるようにする意図もあると考えられている。また平時においては駐屯地管理業務も担当している。
なお1個のみ設置されている普通科中隊も、通常の連隊隷下の普通科中隊では3個小銃小隊を基幹としているのに対し、警備隊隷下の普通科中隊では4個小銃小隊を基幹としており、中隊としての規模は大型編成とされている。また構想段階では舟艇中隊の編制・編入も検討されたが、内局の同意を得られず最終的には断念している。

### 組織
- 対馬警備隊本部
- 対馬警備隊本部中隊「対馬警-本」
  - 隊本部班
  - 対戦車小隊：中距離多目的誘導弾
  - 情報小隊：軽装甲機動車、偵察用オートバイ、スカイレンジャーUAV
  - 施設作業小隊
  - 通信小隊
  - 狙撃班：対人狙撃銃
  - 衛生班
- 普通科中隊「対馬警-普」
  - 中隊本部
  - 第1小銃小隊：軽装甲機動車
  - 第2小銃小隊：軽装甲機動車
  - 第3小銃小隊：軽装甲機動車
  - 第4小銃小隊：軽装甲機動車
  - 迫撃砲小隊：L16 81mm 迫撃砲
  - 狙撃班：対人狙撃銃
- 後方支援隊「対馬警-後支」
  - 本部班
  - 整備小隊
  - 補給小隊：野外入浴セット2型
  - 管理小隊（駐屯地管理業務を担当）

### 主要幹部
| 官職名                         | 階級    | 氏名     | 補職発令日     | 前職                                     |
| ------------------------------ | ------- | -------- | -------------- | ---------------------------------------- |
| 対馬警備隊長 兼 対馬駐屯地司令 | 1等陸佐 | 山田憲和 | 2025年03月17日 | 統合幕僚監部運用部運用第2課 国際協力室長 |

| 代 | 氏名       | 在職期間                        | 前職                                           | 後職                                      |
| -- | ---------- | ------------------------------- | ---------------------------------------------- | ----------------------------------------- |
| 01 | 福留真信   | 1980年03月25日 - 1982年03月15日 | 第4師団司令部付                                | 第45普通科連隊長                          |
| 02 | 稲井淳一   | 1982年03月16日 - 1984年03月15日 | 第10師団司令部第4部長                          | 第15普通科連隊長                          |
| 03 | 内藤茂雄   | 1984年03月16日 - 1987年03月15日 | 北富士駐屯地業務隊長 →1984年4月1日 1等陸佐昇任 | 第45普通科連隊長                          |
| 04 | 井上陽市   | 1987年03月16日 - 1989年03月31日 | 陸上自衛隊富士学校学校教官                     | 西部方面総監部監察官                      |
| 05 | 加賀本昭雄 | 1989年04月01日 - 1991年03月15日 | 第13師団司令部第3部長                          | 第17普通科連隊長 兼 山口駐屯地司令        |
| 06 | 竹下治雄   | 1991年03月16日 - 1993年07月31日 | 陸上幕僚監部装備部需品課 燃料班長              | 福岡駐屯地業務隊長                        |
| 07 | 竜野邦明   | 1993年08月01日 - 1995年06月29日 | 陸上幕僚監部防衛部研究課 総括班長              | 陸上幕僚監部防衛部研究課 分析室長         |
| 08 | 中里茂     | 1995年06月30日 - 1997年12月07日 | 西部方面総監部防衛部訓練課長                   | 第3教育団副団長                           |
| 09 | 松尾隆二   | 1997年12月08日 - 2000年11月30日 | 西部方面総監部総務部広報室長                   | 西部方面総監部総務部長                    |
| 10 | 興國洋     | 2000年12月01日 - 2002年12月01日 | 西部方面総監部総務部広報室長                   | 第1混成団副団長                           |
| 11 | 宮口修一   | 2002年12月02日 - 2005年03月31日 | 陸上自衛隊九州補給処企画室長                   | 第1教育団副団長                           |
| 12 | 川井修一   | 2005年04月01日 - 2007年12月02日 | 第1空挺団本部高級幕僚                          | 陸上自衛隊少年工科学校副校長 兼 企画室長  |
| 13 | 安藤隆太   | 2007年12月03日 - 2010年03月28日 | 陸上自衛隊幹部学校学校教官                     | 陸上自衛隊研究本部主任研究開発官          |
| 14 | 谷村博志   | 2010年03月29日 - 2012年07月31日 | 陸上幕僚監部人事部募集・援護課 援護班長        | 陸上幕僚監部防衛部防衛課勤務              |
| 15 | 仲川剛     | 2012年08月01日 - 2014年07月31日 | 中央即応集団司令部後方補給部長                 | 陸上自衛隊幹部学校主任教官                |
| 16 | 三塚克也   | 2014年08月01日 - 2016年12月19日 | 第1空挺団本部高級幕僚                          | 陸上自衛隊富士学校企画室長                |
| 17 | 大倉正義   | 2016年12月20日 - 2019年03月22日 | 西部方面総監部防衛部訓練課長                   | 自衛隊新潟地方協力本部長                  |
| 18 | 山口勝     | 2019年03月23日 - 2021年09月29日 | 陸上自衛隊富士学校主任教官                     | 陸上自衛隊富士学校普通科部教育課長        |
| 19 | 町中芳則   | 2021年09月30日 - 2023年07月31日 | 北部方面指揮所訓練支援隊長                     | 陸上自衛隊教育訓練研究本部 訓練評価調整官 |
| 20 | 鏡森直樹   | 2023年08月01日 - 2025年03月16日 | 第13普通科連隊長 兼 松本駐屯地司令             | 訓練評価支援隊評価分析支援科長            |
| 21 | 山田憲和   | 2025年03月17日 -                | 統合幕僚監部運用部運用第2課 国際協力室長       |                                           |

### 主要装備
- 軽装甲機動車
- 高機動車
- 1/2tトラック / 73式小型トラック
- 1 1/2tトラック / 73式中型トラック
- 3 1/2tトラック / 73式大型トラック
- 偵察用オートバイ
- 89式5.56mm小銃
- 5.56mm機関銃MINIMI
- 12.7mm重機関銃M2
- 対人狙撃銃
- 9mm拳銃
- 84mm無反動砲
- 110m個人携帯対戦車弾
- 01式軽対戦車誘導弾
- 87式対戦車誘導弾
- 中距離多目的誘導弾
- L16 81mm 迫撃砲
- 無人航空機 JUXS-S1
- 88式鉄帽2型
- 隠密行動用戦闘装着セット
- 個人用暗視装置 JGVS-V8
- 防弾チョッキ3型

## 部外との関係
対馬には他自衛隊も配備されており、海上自衛隊は対馬防備隊（上対馬警備所・下対馬警備所）が対岸の壱岐警備所と協同して対馬海峡の通航監視を行っているほか、航空自衛隊も第19警戒隊が対馬の最北端にある海栗島にレーダーサイトを設置して朝鮮半島方面の空を警戒している。
その他機関として、長崎県警察が警察署を2ヵ所設置しているほか海上保安庁は対馬海上保安部・比田勝海上保安署を設置し、かがゆき型巡視艇6隻とモーターボート2隻の計8隻を配備している。そのほか、水産庁が漁業取締船で対馬沖を監視することがある。
駐屯地隊員は対馬島民から「やまねこ軍団」の愛称で呼ばれ、各種訓練や地域行事の支援を行っている。

### 厳原港まつりへの部外協力
対馬の厳原港で1964年（昭和39年）から開催されている「厳原港まつり」がある。平成2年長崎旅博の地方会場とし選ばれたのをきっかけに、韓国K-POP歌謡ショーや朝鮮民族の舞踊、朝鮮通信使行列を再現して韓国人を歓迎するパレード等へ港まつりの内容を大幅に改変して「厳原港まつり対馬アリラン祭」という朝鮮通信使の歴史を偲ぶ観光物産イベントとした。2012年（平成24年）に起こった対馬仏像盗難事件のため、2013年（平成25年）に祭の名前からサブタイトルの「対馬アリラン」を削除した。
対馬警備隊では、対馬市の民生安定のため毎年の運営に全面的な協力を行なっており、曹友会に属する隊員は地元商工会に協力して祭りの運営を数週間前から支援、警備隊員は朝鮮通信使の扮装をしてパレード、警備隊長は当時の対馬藩藩主の衣装でアリラン祭りの舞台に登壇し、祭りに合わせて対馬に来日する韓国からの観光客に対して歓迎の言葉を述べるのが恒例行事となっている。